# Georginio Wijnaldum
Georginio Gregion Emile Wijnaldum (Rotterdam, Països Baixos, 11 de novembre de 1990) és un futbolista nerlandès que actualment juga com a migcampista ofensiu per l'Al-Ettifaq saudita.
El 13 de maig de 2014 va ser inclòs per l'entrenador de la selecció dels Països Baixos, Louis Van Gaal, a la llista preliminar de 30 jugadors per representar aquest país a la Copa del Món de Futbol de 2014 al Brasil. Finalment va ser confirmat en la nòmina definitiva de 23 jugadors el 31 de maig.

## Palmarès
Feyenoord Rotterdam
- 1 Copa neerlandesa: 2007-08.

PSV Eindhoven
- 1 Eredivisie: 2014-15.
- 1 Copa neerlandesa: 2011-12.
- 1 Supercopa neerlandesa 2012.

Liverpool FC
- 1 Campionat del Món de Clubs: 2019.
- 1 Lliga de Campions de la UEFA: 2018-19.
- 1 Supercopa d'Europa: 2019.
- 1 Premier League: 2019-20.